# Kenneth Rexroth

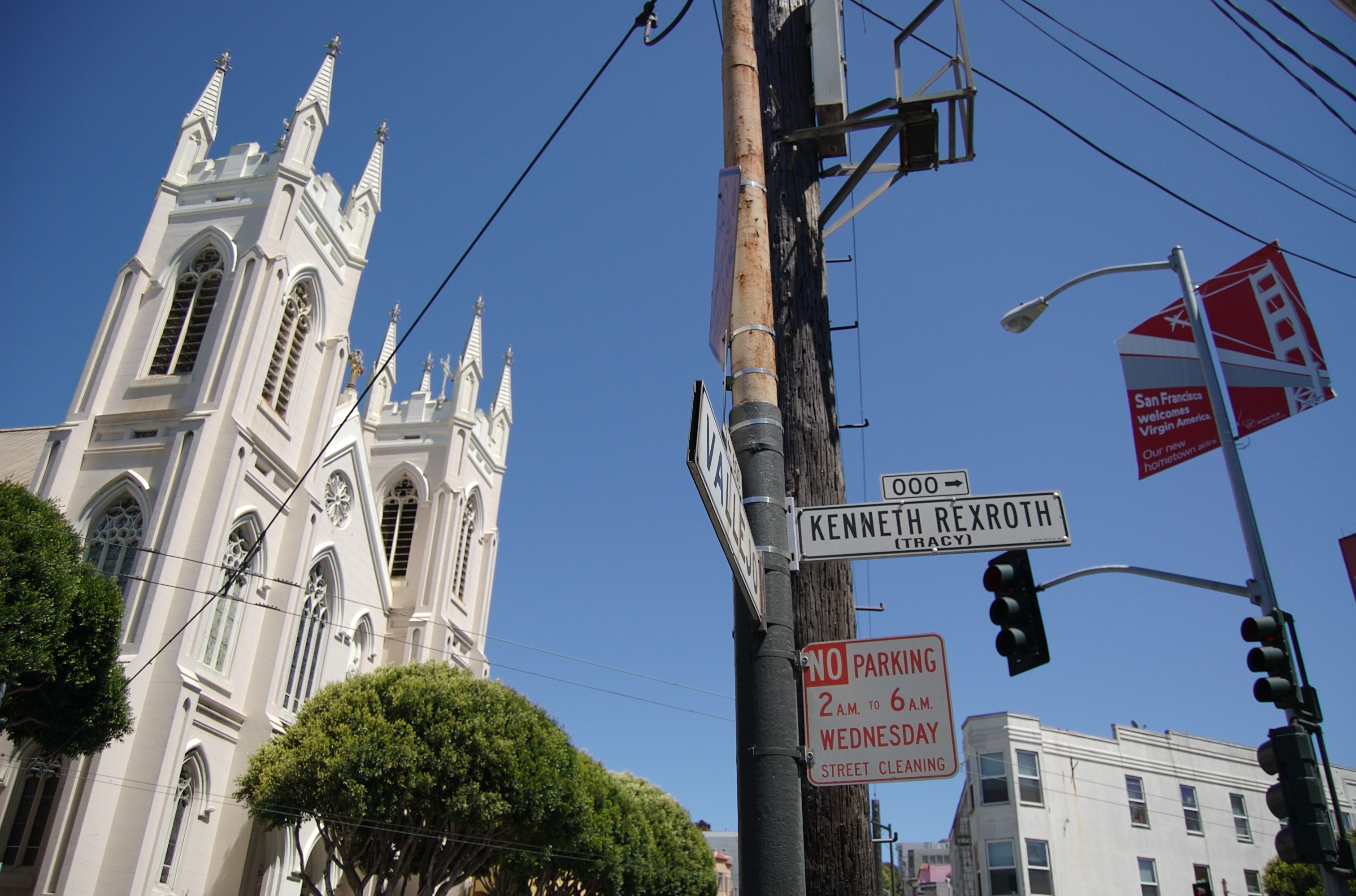
Gata i San Francisco med Kenneth Rexroths namn.

Kenneth Rexroth, född 22 december 1905 i South Bend, Indiana, död 6 juni 1982 i Santa Barbara, Kalifornien, var en amerikansk poet, översättare och anarkist. Han var en av de första amerikanska poeterna som utforskade japansk poesi, såsom haiku.

## Svenska översättningar
- Oändlighetens ekologi (översättning: Niklas Törnlund) (Cavefors, 1976)